# 及時制度
及時化生產技術（英語：Just in time，縮寫為jit），又稱及時生產，是一种生產管理的方法學，源自於豐田生產方式。通过减少生产过程中的库存和相关的顺带成本，改善商业投资回报的管理战略。
为了满足及时制度的目标，生产流程依赖标记符号，或称看板管理，看板的作用是告诉工人，什么时候该进行下一个流程。一般来说，看板也可以改为简单的视觉符号。如果运用得当，JIT可以帮助企业持续改进生产流程，提高生产性企业的投资回报率、质量、效率、员工参与度，以及产品流动速度。

## 理论
及时制度（JIT）的想法很简单：库存是资源浪费。JIT库存系统认为，库存带来了隐含的成本，因此高效率的企业应该不存在库存。公司需要采取一系列新的管理办法，进行变革。需要采取统计学、工业工程学、生产管理和行为科学中的管理办法。及时库存逻辑阐述了库存的内涵以及与管理的关系。
库存会带来成本以及浪费，而不是增加或储存价值，这与传统会计学不同。这不是说，及时系统不需要对生产好的商品进行储存。而是鼓励企业逐步消除库存，以便削减生产流程中的成本。其次，在管理中逐渐适应“零库存”的状态。库存会带来很多附加成本，例如需要建立新的仓库、需要更新设备、减少流程的可变性、缺乏工人和设备灵活性、以及影响产量等。
简单来说，及时制度主要的核心是“让正确的物资，在正确的时间，流动到正确的地方，数量是刚刚好的数量。”

### 环境影响
在及时制度的诞生初期，很多产品的日常运输还是用自行车，当生产规模加大时，就需要汽车和卡车. 庫蘇馬諾在1994提出了此系統在交通阻塞和石化燃料的使用下會產生及有可能產生的弊端. 而這些弊端則違反了及時制度制訂的三條減少浪費的原則： 
1. 時間 - 在交通阻塞中所浪費的時間
2. 庫存 - 在交通阻塞中滯留的產品
3. 廢棄物 - 在交通阻塞中, 無法移動的狀態下, 燃料仍持續的被消耗

### 影响价格
及时系统提出，库存让价格变化性大，因为库存让企业需要提前根据产量，采购原材料，原材料的价格又会有波动，因此提高了价格变化性。如果原材料价格提高，库存成本也提高。

### 品質波动
及时制度提出，进口零件的品質一般稳定，如果不稳定的话，企业就会增加成本。企业一般会与固定的供应商合作，降低原材料的品質波动和价格。

### 需求波动
卡马克 (1989) 提出，相对稳定的需求的重要性是，帮助保证效率、资本利用率。卡马克提出，如果需求不稳定，及时系统就会带来很高的资本成本。

### 供应稳定
美国1992年的铁路工人罢工引起了通用电气公司裁掉了7.5万名员工，因为公司的产品供应不出去。

## JIT实施方法
1) 设计产品流动流程
- 依生產流程重新設計/重新佈置場地與動線
- 减少每个批次的数量
- 合并可以合并的环节
- 平衡產线上下游的產能
- 預防保養
- 降低架設工時

2) 全面质量控制
- 提高工人认知度
- 进行自动化检查
- 对质量进行量化测量
- 检测瑕疵产品
- 激发工人的参与

3) 稳定生产时间
- 将生产时程平準化
- 建立冻结窗口（freeze windows）
- 保留部份產能

4) 看板拉动系统
- 根据需求进行拉动管理
- Backflush
- 减少每批次数量

5) 与供應商合作
- 降低前置时间
- 頻繁但有規律的供貨
- 项目用法需求
- 统一质量

6) 进一步降低其他部门的库存
- 降低零售店面库存
- 降低运输过程中库存
- 改善运输工具，减少运输库存
- 利用传送带，降低运输库存

7) 改善产品設計
- 產品構型標準化
- 减少零件的数量
- 把产品设计进行流程化
- 统一质量

### 效果
惊人的效果就是，工厂的反应时间缩减到了一天以内。一到两天以内的发货，大大提高了客户满意度，减少了运输时间，提高了经济效应。另外，工厂的运输车辆明显增加，但是明显减少了产品在零售店内的储存，让企业的投资回报增加。
工人在选择零件的过程中选择减少，不再需要从很多种零件中挑选，而是每种零件只有唯一的固定搭配，降低了发生质量问题的可能性，于是产品质量有了动态提升。最后，丰田重新设计了每个零件的误差度，同时把所有零件进行严格的统计学控制，以便进行整体质量管理。丰田需要测试每一个零件，保证质量和发货，公司也逐渐减少供应商。
在看板的运用中，公司一般是设立一个“拉动停产”开关，每个工人一旦发现自己的环节出现问题，都需要马上拉动这个开关，让整条生产线停产。因此，当产品线出现质量问题的时候，整条产品线都需要停产。“零库存”意味着，在进行半成品的加工中，生产线不需要整条停产。在流程整改的初期，实际上，生产线停产的机会增加，当时很多人预计丰田会最终放弃改良，但是随着前几个月过去，停产率已经降到几天才停产一次，六个月后，停产情况基本已经完全不会发生。
这个结果，让全世界开始关注丰田的生产线，现在世界很多生产企业都在复制这种成功模式，但是结果不一而足，因为很多企业没有完全理解丰田的生产哲学。

## 及时制度衍生出的类似模型

### 零售商管理库存
供應商管理库存 (VMI) 的原理与及时制度的原理类似，但是，管理库存的人不是生产者，而是零售商，不管是生产者管理零售商的库存，还是零售商管理生产者的库存，最终的管理角色都归于零售商。
这种商业模式的一个优势就是，零售商可以对生产环节获得经验，让他们更好地预测需求量，和所需的库存。库存计划和控制，可以用简单的应用程序控制，让零售商的库存资料，随时反馈到生产线上。

### 顾客管理库存
顾客管理库存 (CMI)系统，不同于零售商管理库存，是让顾客有决定库存的权力。这和及时制度的概念类似，大客户可以预测需求量，从而随时让生产线和零售商了解，从而管理库存。

## 及时制度的早期应用
及时制度最早在英国应用，Perkins公司向福特公司供应F3汽车引擎的时候，从1957到1964年间开始运用及时制度。

## 更多阅读
- Schonberger, Richard J. (1982), Japanese Manufacturing Techniques: Nine Hidden Lessons in Simplicity, Free Press, ISBN 0-02-929100-3
- Editorial, "The Inventory Land Mine", Oil & Gas Journal, Vol 94, Number 29, 15 July 1996.
- Flinchbaugh, Jamie and Carlino, Andy (2006), The Hitchhiker's Guide to Lean: Lessons from the Road, SME, ISBN 0-87263-831-6
- Goldratt, Eliyahu M. and Fox, Robert E. (1986), The Race, North River Press, ISBN 0-88427-062-9
- Hirano, Hiroyuki and Makota, Furuya (2006), "JIT Is Flow: Practice and Principles of Lean Manufacturing", PCS Press, Inc., ISBN 0-9712436-1-1
- Liker, Jeffrey (2003), The Toyota Way: 14 Management Principles from the World's Greatest Manufacturer, First edition, McGraw-Hill, ISBN 0-07-139231-9.
- Management Coaching and Training Services, (2006). The Just-In-Time (JIT) Approach. Retrieved June 19, 2006 from the World Wide Web: （页面存档备份，存于）
- Ohno, Taiichi (1988), Toyota Production System: Beyond Large-Scale Production, Productivity Press, ISBN 0-915299-14-3
- Ohno, Taiichi (1988), Just-In-Time for Today and Tomorrow, Productivity Press, ISBN 0-915299-20-8
- Wadell, William, and Bodek, Norman (2005), The Rebirth of American Industry, PCS Press, ISBN 0-9712436-3-8
- Waguespack, Kevin, and Cantor, Bryan (1996), "Oil inventories should be based on margins, supply reliability", Oil & Gas Journal, Vol 94, Number 28, 8 July 1996.
- Womack, James P. and Jones, Daniel T. (2003), Lean Thinking: Banish Waste and Create Wealth in Your Corporation, Revised and Updated, HarperBusiness, ISBN 0-7432-4927-5.
- Womack, James P., Jones, Daniel T., and Roos, Daniel (1991), The Machine That Changed the World: The Story of Lean Production, HarperBusiness, 2003, ISBN 0-06-097417-6.
- Condie, Allan T. "Fordson Dexta 957E's 1957-1964" ISBN 0-907742-71-8